# ユルリク・ラメ
ユルリク・ラメ（Ulrich Ramé, 1972年9月19日- ）は、フランス、ナント出身の元同国代表サッカー選手、現サッカー指導者。現役時代のポジションはゴールキーパー。

## 経歴

### クラブ
1991年にアンジェSCOでプロデビューし、1997年よりFCジロンダン・ボルドーに所属。10年以上にわたってレギュラーを務めてきたが、2009-10シーズンはトゥールーズFCからフランス代表のセドリック・カラッソが加入し、正GKの座を明け渡した。さらに2010-11シーズンはリーグ戦3試合の出場にとどまり、シーズン終了後にCSスダン・アルデンヌへと移籍した。2012-13シーズン限りで現役を引退することを発表した。
2016年3月14日、ウィリー・サニョルの後任として現役時代の大半を過ごしたボルドーの指揮官に就任した。

### 代表
フランス代表としては、1999年6月9日のアンドラ戦で代表デビューを飾り1-0の勝利に貢献した。控えメンバーながら2000年のEURO2000優勝を経験している。その後FIFAコンフェデレーションズカップ2001、2002 FIFAワールドカップにも控えGKとして参加したが、2003年2月12日にチェコ戦で大きなミスを犯した事で、これ以降は代表から遠ざかった。
2007年8月16日、スロバキア戦に4年半ぶりに招集され話題となった。
2001年3月24日の5－0で勝利した日本戦でフル出場している。

## 所属クラブ
- アンジェSCO 1991-1997
- FCジロンダン・ボルドー 1997-2011
- CSスダン・アルデンヌ 2011-2013

## 代表歴

### 出場大会
- フランス代表
  - 2002 FIFAワールドカップ

### 試合数
- 国際Aマッチ 11試合 0得点（1999年-2003年）[3]

| フランス代表 | 国際Aマッチ | 国際Aマッチ |
| 年           | 出場        | 得点        |
| ------------ | ----------- | ----------- |
| 1999         | 1           | 0           |
| 2000         | 2           | 0           |
| 2001         | 5           | 0           |
| 2002         | 2           | 0           |
| 2003         | 1           | 0           |
| 通算         | 11          | 0           |

## 指導歴
- FCジロンダン・ボルドー 2016

## タイトル

### クラブ
- ジロンダン・ボルドー

リーグ・アン (2) : 1998-99, 2008-09
クープ・ドゥ・ラ・リーグ (3) : 2002, 2007, 2009
トロフェ・デ・シャンピオン (1) : 2008

### 代表
- フランス代表

UEFA欧州選手権 (1) : 2000
FIFAコンフェデレーションズカップ (1) : 2001

### 個人
リーグ・アン年間最優秀ゴールキーパー賞 (1) : 2002